# 2073 (فيلم)
1. تحويل 2073 (فلم)